# Helicopsyche pellmyri
Helicopsyche pellmyri là một loài Trichoptera trong họ Helicopsychidae. Chúng phân bố ở miền Australasia.